# Шафир, Став
Став Шафир (Шапир, ивр. סְתָיו שָׁפִיר‎; р. 17 мая 1985 г.) — израильская политическая и общественная деятельница левого толка, бывший член кнессета от Партии труда (Авода). Одна из лидеров социального протеста в Израиле в 2011 году. В 2013 году она была приведена к присяге в Кнессете 19-го созыва, и в 27-летнем возрасте стала самым молодым членом Кнессета.
Председатель специальной комиссии по доступности правительственной информации и обеспечению принципов прозрачности в Кнессете 20-го созыва, член финансовой комиссии в Кнессете 19-го созыва, основатель лобби в поддержку социальной справедливости, лобби в поддержку справедливой квартплаты и молодёжного лобби.
В июле 2019 года Шафир покинулa партию Авода и в качестве лидера Зелёного движения («Ха-Тнуа ха-йерука») вступила в левый блок «Демократический лагерь» («Ха-махане ха-демократи»).

## Биография
Став Шафир родилась 17 мая 1985 года в Нетании в семье евреев-выходцев из Ирака, Польши, Литвы и Румынии.
Перебравшись в 12-летнем возрасте с семьёй в городок Пардесия, вступила «Ха-Ноар Ха-Овед Ве-ха-Ломед» (Федерация рабочей и учащейся молодёжи, одна из двух израильских секций Международного движения фальконов — Социалистического образовательного интернационала). После школы год проработала в Тверии в составе волонтёрской группы, связанной с Израильским обществом охраны природы.
Службу в Армии обороны Израиля проходила кадетом в академии ВВС Израиля, начала писать для журнала АОИ «Бамахане», освещала в том числе вывод поселений из сектора Газа во время одностороннего размежевания и Вторую Ливанскую войну в 2006 году. Уволилась в запас по окончании военной службы в звании сержанта.

### Образование и активизм
После военной службы была принята на образовательную программу «Оливковое дерево» Лондонского городского университета (Великобритания), призванную поддерживать молодёжных лидеров, выступающих за израильско-палестинское примирение. Параллельно была интерном в британском парламенте. Получив в Лондоне степень бакалавра по социологии и журналистике в 2009 году, продолжила обучение в Университете Тель-Авива, который окончила в 2010 году со степенью магистра по истории и философии. Также посещала школу джаза и современной музыки в Рамат-ха-Шароне (играет на пианино, скрипке, гитаре, уде и барабанах)
В качестве фриланс-журналистки писала для изданий «ха-Ир», «Мако», «National Geographic», «Едиот ахронот» и т. д., была редактором веб-сайта «Xnet».
В 2011 году Став Шафир, Дафни Лиф и Ицхак Шмули выступили инициаторами и неформальными лидерами палаточного социального протеста в Израиле. Поднимая вопросы доступности жилья, дороговизны жизни, экономического неравенства и демократии, протесты вовлекли 400 тысяч человек. Шафир создала и возглавила общественное движение «Внепарламентская организация образовательной деятельности палаточных лагерей», помогла установить более 120 палаточных лагерей по всему Израилю, возглавила ряд демонстраций (включая «Марш миллиона») и лоббировала вопросы социальной справедливости в Кнессете.

### Политическая деятельность

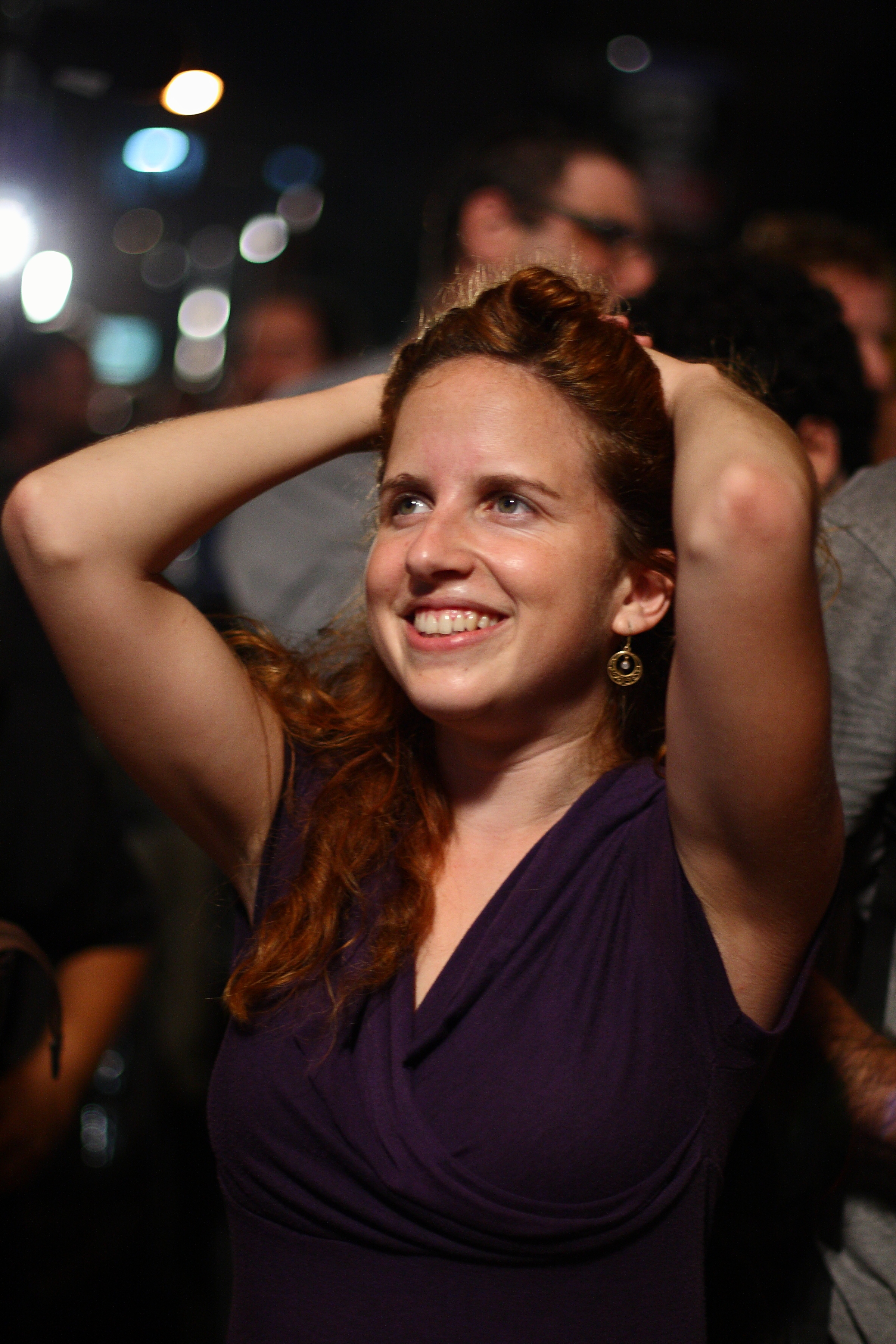
Став Шафир в 2011 году

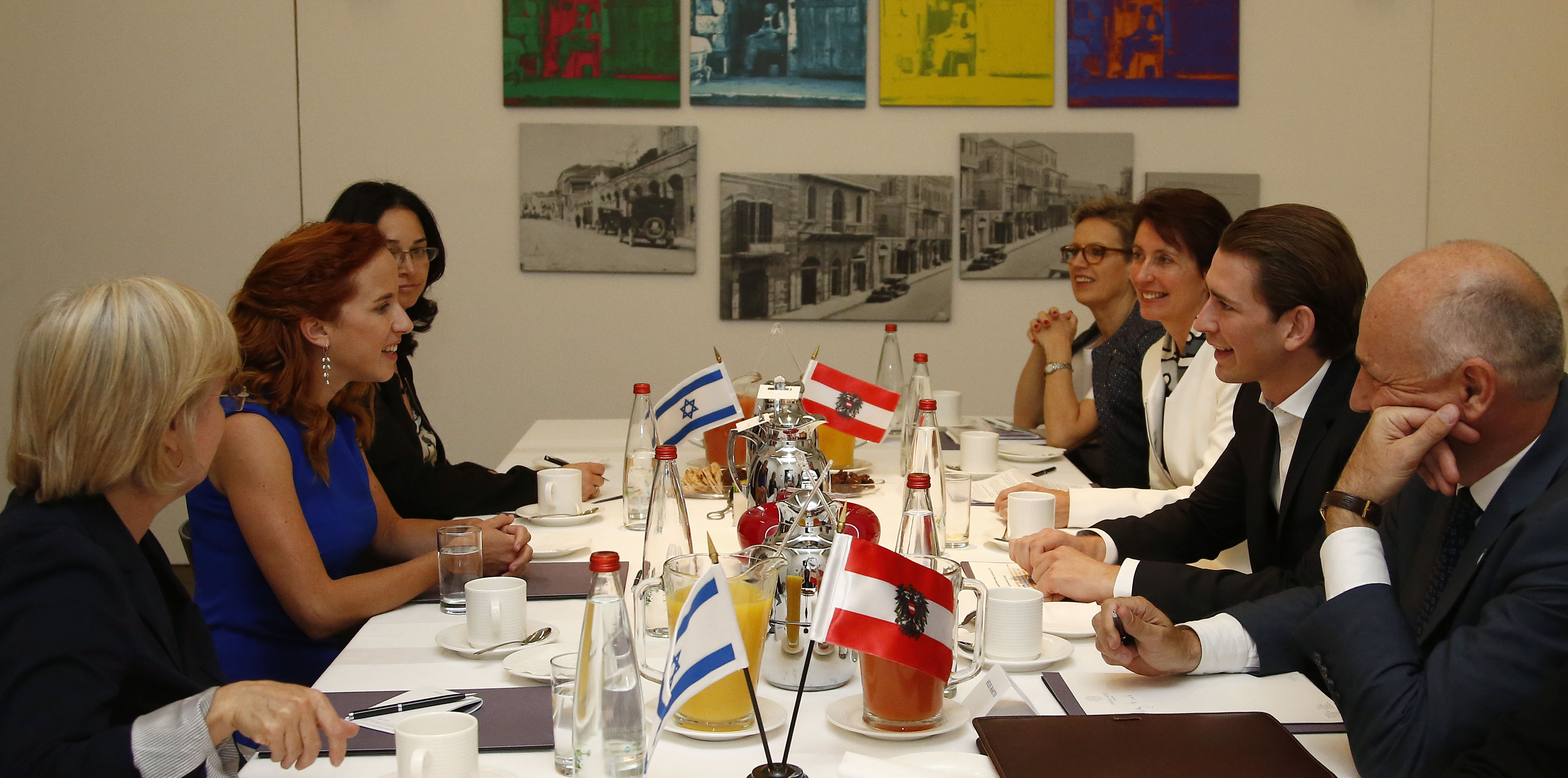
Шафир с премьер-министром Австрии Себастьяном Курцем, Иерусалим, 2016 г.

В мае 2012 года партия Авода пригласила её в свой список на парламентских выборах 2013 года. По итогам праймериз ноября 2012 года она получила 9-е место в нём (после ухода Амира Переца — 8-е). С 5 февраля 2013 года — депутат Кнессета 19-го созыва. В парламенте она была не только самым молодым, но и самым неимущим депутатом (её состояние составляло 20 000 долларов, в её собственности не было ни квартиры, ни автомобиля).
Став была членом финансовой комиссии и совместной комиссии по бюджету Кнессета. Она входила в лобби в интересах общества и окружающей среды, лобби по продвижению статуса учителя в Израиле, лобби в поддержку культуры искусства в Израиле, лобби в защиту лиц, переживших Катастрофу, и лобби по борьбе с коррупцией государственной администрации. Также в фокусе её интересов были права женщин и ЛГБТ.
На партийных праймериз в январе 2015 года Став заняла второе место и получила четвёртое место в списке Сионистского лагеря (коалиции Авода и Ха-Тнуа) после Ицхака Герцога, Ципи Ливни и Шели Яхимович. С 31 марта 2015 года — депутат Кнессета 20-го созыва, в котором она возглавила особую комиссию по обеспечению доступности и прозрачности правительственной информации. Она была среди 8 депутатов Кнессета, отказавшихся от повышения своих зарплат на фоне стагнации уровня оплаты труда в Израиле.
С 30 апреля 2019 года — депутат Кнессета 21-го созыва от партии Авода, член финансовой комиссии. На выборах лидера партии 2 июля 2019 года заняла второе место с 27% голосов, обогнав Шмули с 26%, но уступив Амиру Перецу с 47%. Затем она ушла из партии Авода и 30 июля 2019 года подала заявление об отставке с должности депутата Кнессета; её место заняла бывшая соратница по партии Мейрав Михаэли. Возглавленное ею Зелёное движение объединилось с левой партией Мерец и Демократической партией Израиля Эхуда Барака в блок «Демократический лагерь» для участия в следующих парламентских выборах.